# Adelaide River (Van-Diemen-Golf)
Der Adelaide River ist ein Fluss im Nordwesten des australischen Nordterritoriums. Er mündet etwa 40 Kilometer nordöstlich der Territorialhauptstadt Darwin in die Adam Bay am Van-Diemen-Golf.

## Geographie

### Flusslauf
Er entspringt an den Westhängen des Mount Smith, westlich von Brooks Creek und östlich des Litchfield-Nationalparks, und fließt für 180 km nordöstlich zur Adams Bay, einer Bucht an der Timorsee im Djukbinj-Nationalpark, rund 50 km nordöstlich von Darwin. Von seiner Mündung an ist er für 130 km schiffbar.
An der Stelle, an der der Stuart Highway und die Central Australian Railway, sowie früher die North Australia Railway, den Fluss queren und querten, liegt der gleichnamige Ort Adelaide River.

### Nebenflüsse mit Mündungshöhen
- Adelaide River (West Branch) – 64 m
- Burrells Creek – 36 m
- Coomalie Creek – 23 m
- Otto Creek – 13 m
- Margaret River – 12 m
- Manton River – 9 m
- Marrakai Creek – 8 m
- Wilshire Creek – 0 m[1]

## Geschichte
Als erster Europäer erreichte Lewis Roper Fitzmaurice an Bord des Schiffs Beagle den Fluss und benannte ihn nach der britischen Königinwitwe Adelaide. Er wurde von John McDouall Stuart 1892  und früher noch von Frederick Henry Litchfield erkundet, die erste Siedlung an seinen Ufern war Escape Cliffs (1864–1867). Seit den 1890er-Jahren waren die schwarzen Böden entlang des Adelaide Rivers wiederholt Gegenstand von landwirtschaftlichen Experimenten wie etwa Rinderzucht, Gemüse- und Reisanbau.

## Sehenswürdigkeiten
Bei Touristen ist der Adelaide River vor allem wegen seiner Jumping Crocodiles bekannt. Von einem Boot aus werden an einer Angel Fleischstücke über das Wasser gehalten. Leistenkrokodile springen dann einige Meter hoch aus dem Wasser und schnappen sich die Fleischbrocken. Hier lebt auch Brutus, dessen Kampf mit einem Bullenhai überregional bekannt wurde.

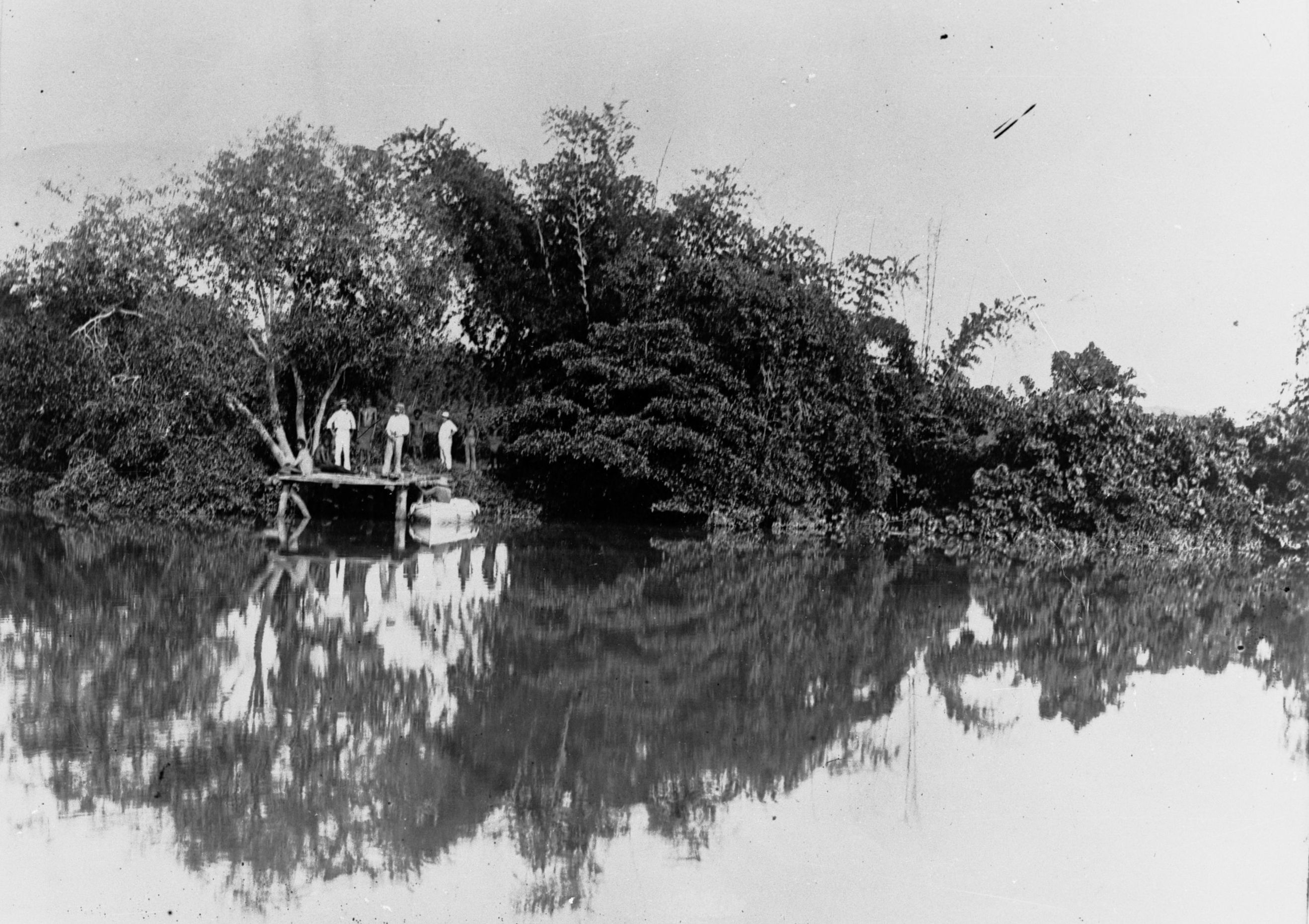
Steg am Beatrice Hill, 1891
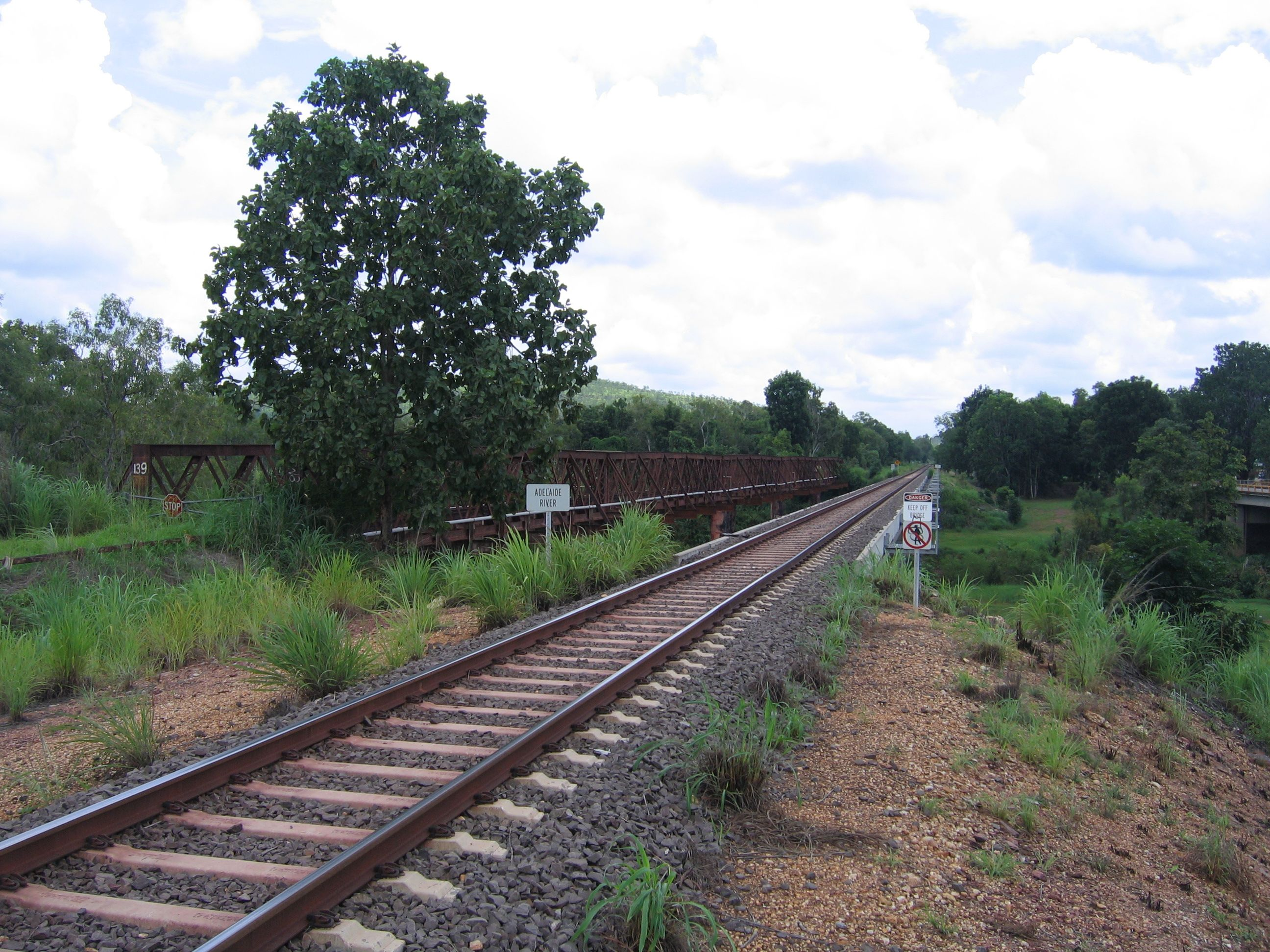
Eisenbahnbrücken über Adelaide River: Vorne die der Zentralaustralischen Eisenbahn, hinten die der ehemaligen Nordaustralischen Bahn
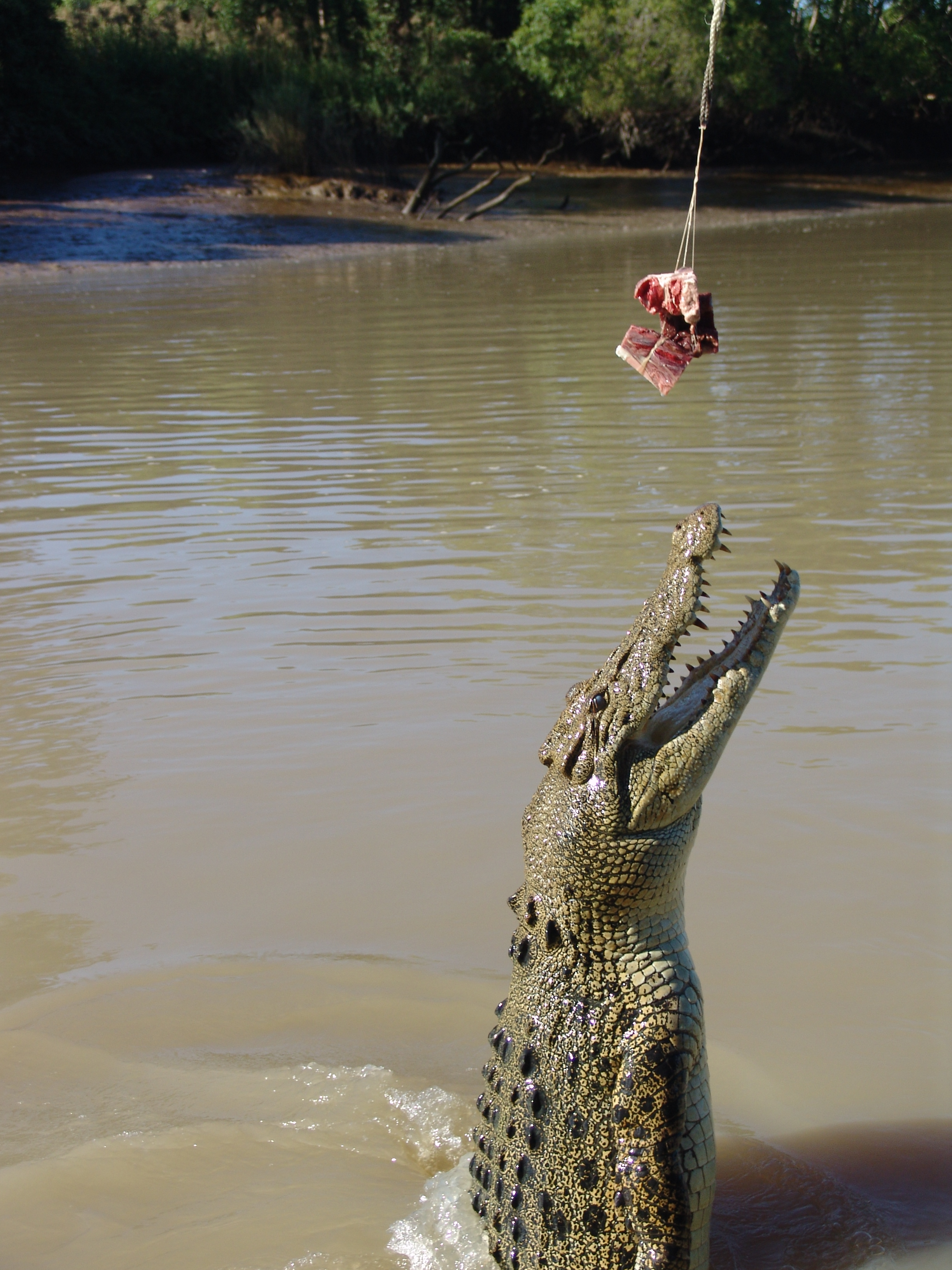
Jumping crocodile
- Ein Video des Adelaide River